# James Elmer Mitchell
James Elmer Mitchell (nacido en 1952) es un psicólogo estadounidense, retirado de las Fuerza Aérea de ese país. Junto con John Bruce Jessen creó un controvertido programa de tortura que se aplicó a los detenidos de la CIA. La técnica fue calificada de «tortura» por el Comité Selecto del Senado sobre Inteligencia, según informó en su informe sobre las torturas ejecutadas por la CIA. Su compañía, Mitchell, Jessen & Associates, cobró ochenta y un millón de dólares por sus servicios.